# Josu Ozkoidi Alba
Josu Ozkoidi Alba (nascut el 23 d'abril de 1990) és un futbolista basc que juga com a lateral esquerre a la SD Amorebieta.

## Carrera de club
Nascut a Sant Sebastià, Guipúscoa, País Basc, Ozkoidi es va formar com a juvenil a la Reial Societat. Migcampista ofensiu, va debutar amb el filial durant la temporada 2008-09, baixant de Segona Divisió B.
El 19 d'agost de 2014, Ozkoidi es va incorporar a la SD Eibar i va ser cedit immediatament al Real Unión a la tercera divisió, per un any. El 31 d'agost de l'any següent signa un contracte indefinit de dos anys amb els Txuribeltz.
El 19 de juliol de 2017, Ozkoidi va passar al CE Sabadell FC encara a la tercera categoria. Al club es va convertir en lateral esquerre, i va contribuir amb 26 aparicions (play-offs inclosos) durant la campanya 2019-20, en la qual el seu equip va aconseguir l'ascens a Segona Divisió.
Ozkoidi va debutar professionalment als 30 anys el 19 de setembre de 2020, substituint Jaime Sánchez en una derrota per 1-2 fora de casa contra el Rayo Vallecano. Va marcar el seu primer gol professional el 16 d'abril següent, marcant el primer gol en un empat 2-2 contra el CF Fuenlabrada.
El 8 de juliol de 2021, després de patir el descens, Ozkoidi es va traslladar a la SD Amorebieta.